# Quarona
Quarona est une commune de la province de Verceil dans le Piémont en Italie.

## Administration
| Période                                  | Période  | Identité      | Étiquette | Qualité |
| ---------------------------------------- | -------- | ------------- | --------- | ------- |
| 14 juin 2004                             | En cours | Renato Pagano |           |         |
| Les données manquantes sont à compléter. |          |               |           |         |

### Hameaux
Doccio, Valmaggiore

### Communes limitrophes
Borgosesia, Breia, Cellio, Varallo Sesia